# Serguei Uslamin
Serguei Uslamin (Kúibixev, 23 de febrer de 1963) va ser un ciclista soviètic d'origen rus. Fou professional de 1989 a 1997. Va aconseguir bons resultats com amateur, entre ells, les victòries al Girobio, a la Volta a la Baixa Saxònia i al Tour de Loir i Cher.

## Palmarès
- 1983
  - Vencedor d'una etapa al Tour de Valclusa
- 1984
  - Vencedor de 2 etapes a la Volta a Cuba
- 1985
  - 1r al Girobio i vencedor de 2 etapes
- 1986
  - 1r a la Volta a la Baixa Saxònia i vencedor de 2 etapes
- 1987
  - 1r al Tour de Loir i Cher i vencedor de 2 etapes
  - Vencedor d'una etapa a la Volta a Àustria
  - Vencedor d'una etapa al Tour de Sotxi
  - Vencedor de 2 etapes a la Ruban Granitier Breton
- 1988
  - Vencedor d'una etapa al Girobio
  - Vencedor d'una etapa al Giro de les Regions

### Resultats al Tour de França
- 1990. Abandona
- 1991. 136è de la classificació general
- 1992. 87è de la classificació general

### Resultats al Giro d'Itàlia
- 1989. 42è de la classificació general
- 1990. 125è de la classificació general
- 1996. 46è de la classificació general
- 1997. 51è de la classificació general

### Resultats a la Volta a Espanya
- 1991. 77è de la classificació general
- 1992. 58è de la classificació general
- 1997. 86è de la classificació general